# Engel
"Engel" (Anđeo) je prvi singl s albuma Sehnsucht njemačkog industrial metal-sastava Rammstein.